# Lijst van vlinders in het Caribisch deel van het Koninkrijk der Nederlanden

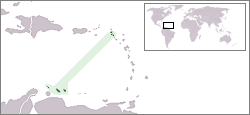
Ligging van de Nederlandse Caraïben

Deze lijst van vlinders in het Caribisch deel van het Koninkrijk der Nederlanden is een opsomming van de op eilanden Aruba, Bonaire, Curaçao, Saba, Sint Eustatius en Sint Maarten voorkomende vlinders.
Er zijn ongeveer 265 soorten vlinders vastgesteld in het Caribisch deel van het Koninkrijk der Nederlanden. In een onderzoek uitgevoerd tussen 2009 en 2012 telde de vlinderpopulatie op de bovenwindse eilanden 44 soorten.

## Hesperiidae
| Soort                                            | Aruba | Bonaire | Curaçao | Saba | Sint Eustatius | Sint Maarten |
| ------------------------------------------------ | ----- | ------- | ------- | ---- | -------------- | ------------ |
| Atalopedes flaveola (Mabille, 1891)              |       |         | x       |      |                |              |
| Autochton zarex (Hübner, 1818)                   |       |         | x       |      |                |              |
| Bolla eusebius (Plötz, 1884)                     |       |         | x       |      |                |              |
| Burnsius adepta (Plötz, 1884)                    | x     | x       | x       |      |                |              |
| Burnsius orcus (Stoll, 1780)                     |       |         | x       | x    | x              | x            |
| Calpodes ethlius (Stoll, 1782)                   | x     | x       | x       | x    |                |              |
| Chioides catillus (Cramer, 1779)                 |       | x       | x       |      |                |              |
| Chiomara asychis (Stoll, 1780)                   |       |         | x       |      |                |              |
| Choranthus vitellius Scudder, 1872               |       |         |         |      |                | x            |
| Cymaenes tripunctus (Herrich-Schäffer, 1865)     |       |         | x       |      |                |              |
| Cymaenes tripunctus theogenis (Capronnier, 1874) |       |         | x       |      |                |              |
| Enosis achelous (Plötz, 1882)                    |       |         | x       |      |                |              |
| Epargyreus zestos (Geyer, 1832)                  |       |         |         | x    |                | x            |
| Ephyriades arcas (Drury, 1773)                   |       |         |         | x    | x              | x            |
| Gesta gesta (Butler & H. Druce, 1872)            | x     | x       | x       |      |                |              |
| Heliopyrgus domicella (Erichson, 1848)           | x     | x       | x       |      |                |              |
| Hylephila phyleus (Drury, 1773)                  | x     | x       | x       | x    | x              | x            |
| Lerodea eufala (Edwards, 1869)                   | x     | x       | x       |      |                |              |
| Paches loxus (Westwood, 1852)                    |       |         | x       |      |                |              |
| Panoquina lucas (Fabricius, 1793)                |       |         |         | x    | x              | x            |
| Panoquina panoquinoides (Skinner, 1891)          | x     | x       | x       |      |                | x            |
| Polygonus leo (Gmelin, 1790)                     |       |         |         | x    | x              | x            |
| Polygonus savigny (Latreille, 1824)              |       |         |         |      | x              | x            |
| Polythrix octomaculata (Sepp, 1844)              |       |         | x       |      |                |              |
| Pyrrhopygopsis socrates (Ménétriés, 1885)        |       |         | x       |      |                |              |
| Pyrrhopygopsis socrates orasus (H. Druce, 1876)  |       |         | x       |      |                |              |
| Thorybes drusius (Edwards, 1883)                 |       |         |         | x    |                |              |
| Urbanus dorantes (Stoll, 1790)                   | x     | x       | x       | x    | x              | x            |
| Urbanus dorantes obscurus (Hewitson, 1867)       |       |         |         | x    | x              | x            |
| Urbanus proteus (Linnaeus, 1758)                 |       |         |         | x    | x              | x            |
| Urbanus simplicius Stoll, 1790                   |       |         | x       |      |                |              |
| Urbanus teleus (Hübner, 1821)                    |       |         | x       |      |                |              |
| Wallengrenia ophites (Mabille, 1878)             |       |         |         | x    | x              | x            |
| Wallengrenia otho (Abbot & Smith, 1797)          |       |         | x       |      |                |              |
| Xenophanes tryxus (Stoll, 1790)                  |       |         | x       |      |                |              |
| Zopyrion satyrina (Felder & Felder, 1867)        | x     | x       | x       |      |                |              |

## Lycaenidae
| Soort                                                         | Aruba | Bonaire | Curaçao | Saba | Sint Eustatius | Sint Maarten |
| ------------------------------------------------------------- | ----- | ------- | ------- | ---- | -------------- | ------------ |
| Brephidium exilis (Boisduval, 1852)                           | x     | x       | x       |      |                |              |
| Chlorostrymon maesites (Herrich-Schäffer, 1864)               |       |         |         | x    |                |              |
| Chlorostrymon simaethis (Drury, 1770)                         |       | x       | x       |      |                | x            |
| Chlorostrymon telea (Hewitson, 1868)                          | x     | x       | x       |      |                |              |
| Cyanophrys amyntor (Cramer, 1775)                             |       |         | x       |      |                |              |
| Cyclargus thomasi (Clench, 1941)                              |       |         |         |      | x              | x            |
| Cyclargus thomasi bethunebakeri (Comstock & Huntington, 1943) |       |         |         |      | x              |              |
| Electrostrymon angerona (Godman & Salvin, 1896)               |       |         |         | x    |                | x            |
| Electrostrymon joya (Dognin, 1895)                            | x     |         | x       |      |                |              |
| Hemiargus hanno (Stoll, 1790)                                 | x     | x       | x       | x    | x              | x            |
| Hemiargus huntingtoni (Rindge & Comstock, 1953)               |       |         | x       |      |                |              |
| Lamprospilus picentia Hewitson, 1868                          |       |         | x       |      |                |              |
| Leptotes cassius (Cramer, 1775)                               | x     | x       | x       | x    | x              | x            |
| Ministrymon azia (Edwards, 1882)                              | x     |         | x       |      |                | x            |
| Ministrymon janevicroy (Glassberg, 2013)                      |       |         | x       |      |                |              |
| Ministrymon ligia (W.C. Hewitson, 1877)                       | x     | x       | x       |      |                |              |
| Pseudolycaena marsyas (Linnaeus, 1758)                        |       |         | x       |      |                |              |
| Rekoa marius (Lucas, 1857)                                    |       |         | x       |      |                |              |
| Rekoa meton (Cramer, 1779)                                    |       |         | x       |      |                |              |
| Strephonota cyllarissus (Herbst, 1800)                        |       |         | x       |      |                |              |
| Strephonota strephon (Fabricius, 1775)                        |       |         | x       |      |                |              |
| Strymon acis (Drury, 1773)                                    |       |         |         | x    | x              | x            |
| Strymon bubastus (Stoll, 1780)                                | x     | x       | x       | x    | x              | x            |
| Strymon istapa (Reakirt, 1867)                                |       |         |         |      | x              | x            |
| Strymon megarus (Godart, 1824)                                |       |         | x       |      |                |              |
| Tmolus echion (Linnaeus, 1767)                                |       |         | x       |      |                |              |

## Nymphalidae
| Soort                                         | Aruba | Bonaire | Curaçao | Saba | Sint Eustatius | Sint Maarten |
| --------------------------------------------- | ----- | ------- | ------- | ---- | -------------- | ------------ |
| Adelpha saundersii (Hewitson, 1867)           |       |         | x       |      |                |              |
| Anaea troglodyta (Fabricius, 1775)            |       |         |         |      | x              |              |
| Anaea troglodyta minor Hall, 1936             |       |         |         |      | x              |              |
| Anartia amathea (Linnaeus, 1758)              |       |         | x       |      |                |              |
| Anartia jatrophae (Linnaeus, 1763)            | x     | x       | x       | x    | x              | x            |
| Anthanassa frisia (Poey, 1833)                |       |         |         |      |                |              |
| Biblis hyperia (Cramer, 1779)                 |       |         |         | x    | x              | x            |
| Chlosyne lacinia (Geyer, 1837)                |       |         | x       |      |                |              |
| Chlosyne lacinia saundersii (Doubleday, 1847) |       |         | x       |      |                |              |
| Cissia pompilia (Felder & Felder, 1867)       |       |         | x       |      |                |              |
| Danaus eresimus (Cramer, 1777)                |       |         | x       |      |                |              |
| Danaus erippus (Cramer, 1775)                 |       |         | x       |      |                |              |
| Danaus gilippus (Cramer, 1775)                | x     |         | x       |      |                |              |
| Danaus gilippus berenice (Cramer, 1779)       |       |         | x       |      |                |              |
| Danaus plexippus (Linnaeus, 1758)             | x     | x       | x       | x    | x              | x            |
| Danaus plexippus megalippe (Hübner, 1826)     | x     | x       | x       |      |                |              |
| Dione vanillae (Linnaeus, 1758)               | x     | x       | x       | x    | x              | x            |
| Dione vanillae insularis (Maynard, 1889)      |       |         |         | x    | x              | x            |
| Dryas iulia (Fabricius, 1775)                 | x     | x       | x       | x    | x              |              |
| Dryas iulia alcionea (Cramer, 1779)           | x     | x       | x       |      |                |              |
| Dryas iulia warneri (Hall, 1936)              |       |         |         | x    | x              |              |
| Dynamine postverta (Cramer, 1779)             |       |         | x       |      |                |              |
| Eueides aliphera (Godart, 1819)               |       |         | x       |      |                |              |
| Eunica monima (Stoll, 1782)                   |       |         | x       |      |                |              |
| Euptoieta hegesia Cramer, 1779                |       |         | x       |      |                |              |
| Greta libethris (Felder & Felder, 1867)       |       |         | x       |      |                |              |
| Hamadryas februa (Hübner, 1823)               | x     |         |         |      |                |              |
| Hamadryas feronia (Linnaeus, 1758)            | x     | x       | x       |      |                |              |
| Heliconius charitonia (Linnaeus, 1767)        |       | x       |         | x    | x              | x            |
| Heliconius erato (Linnaeus, 1758)             |       | x       | x       |      |                |              |
| Heliconius erato hydara (Hewitson, 1867)      |       | x       | x       |      |                |              |
| Heliconius melpomene (Linnaeus, 1758)         |       |         | x       |      |                |              |
| Historis acheronta (Fabricius, 1775)          |       |         | x       |      |                |              |
| Hypolimnas misippus (Linnaeus, 1764)          | x     | x       | x       | x    | x              | x            |
| Hypothyris lycaste (Fabricius, 1793)          |       |         | x       |      |                |              |
| Junonia zonalis Felder & Felder, 1867         |       |         | x       |      | x              | x            |
| Junonia neildi Brévignon, 2004                |       |         | x       |      |                |              |
| Kallima paralekta (Horsfield, 1829)           |       |         |         |      |                | x            |
| Libytheana carinenta (Cramer, 1777)           |       |         | x       |      |                |              |
| Marpesia petreus (Cramer, 1776)               |       |         |         | x    | x              |              |
| Mechanitis lysimnia (Fabricius, 1793)         |       |         | x       |      |                |              |
| Mechanitis polymnia (Linnaeus, 1758)          |       |         | x       |      |                |              |
| Memphis moruus (Fabricius, 1775)              |       |         | x       |      |                |              |
| Mestra hypermestra Hübner, 1825               |       |         | x       |      |                |              |
| Ortilia liriope (Cramer, 1775)                |       |         | x       |      |                |              |
| Pteronymia aletta (Hewitson, 1855)            |       |         | x       |      |                |              |
| Tithorea harmonia (Cramer, 1777)              |       |         | x       |      |                |              |
| Vanessa cardui (Linnaeus, 1758)               |       |         | x       | x    | x              | x            |

## Papilionidae
| Soort                             | Aruba | Bonaire | Curaçao | Saba | Sint Eustatius | Sint Maarten |
| --------------------------------- | ----- | ------- | ------- | ---- | -------------- | ------------ |
| Battus polydamas (Linnaeus, 1758) | x     |         |         |      |                | x            |
| Papilio demoleus Linnaeus, 1758   |       |         |         |      | x              | x            |
| Papilio polyxenes Fabricius, 1775 |       |         |         |      |                | x            |

## Pieridae
| Soort                                      | Aruba | Bonaire | Curaçao | Saba | Sint Eustatius | Sint Maarten |
| ------------------------------------------ | ----- | ------- | ------- | ---- | -------------- | ------------ |
| Anteos maerula (Fabricius, 1775)           |       |         | x       |      |                |              |
| Aphrissa statira (Cramer, 1777)            |       |         | x       |      |                |              |
| Appias drusilla (Cramer, 1777)             | x     | x       | x       | x    |                | x            |
| Appias drusilla comstocki (Dillon, 1947)   |       |         |         | x    |                |              |
| Appias drusilla drusilla (Cramer, 1777)    | x     | x       | x       |      |                |              |
| Appias punctifera (d'Almeida, 1939)        |       |         |         |      | x              |              |
| Ascia monuste (Linnaeus, 1764)             | x     | x       | x       | x    | x              | x            |
| Ascia monuste monuste (Linnaeus, 1764)     | x     | x       | x       |      |                |              |
| Ascia monuste virginia (Godart, 1819)      |       |         |         | x    | x              | x            |
| Eurema albula (Cramer, 1775)               |       |         | x       |      |                |              |
| Eurema arbela Geyer, 1832                  | x     | x       | x       |      |                |              |
| Eurema arbela gratiosa (Doubleday, 1847)   | x     | x       | x       |      |                |              |
| Eurema elathea (Cramer, 1777)              | x     | x       | x       | x    | x              | x            |
| Ganyra josephina (Godart, 1819)            |       |         | x       |      |                |              |
| Ganyra phaloe (Godart, 1819)               |       |         | x       |      |                |              |
| Itaballia demophile (Linnaeus, 1763)       |       |         | x       |      |                |              |
| Kricogonia lyside (Godart, 1819)           | x     | x       | x       |      |                |              |
| Perrhybris pamela (Stoll, 1780)            |       |         | x       |      |                |              |
| Phoebis agarithe (Boisduval, 1836)         | x     | x       | x       |      |                |              |
| Phoebis argante (Fabricius, 1775)          | x     | x       | x       |      |                |              |
| Phoebis sennae (Linnaeus, 1758)            | x     | x       | x       | x    | x              | x            |
| Pyrisitia leuce (Boisduval, 1836)          |       |         |         |      |                | x            |
| Pyrisitia leuce antillarum (Hall, 1936)    |       |         |         |      |                | x            |
| Pyrisitia lisa (Boisduval & Leconte, 1830) | x     | x       | x       | x    | x              | x            |
| Pyrisitia lisa euterpe (Ménétries, 1832)   | x     | x       | x       |      |                |              |
| Pyrisitia nise (Cramer, 1775)              |       |         | x       |      |                |              |
| Pyrisitia proterpia (Fabricius, 1775)      | x     | x       | x       |      |                |              |
| Rhabdodryas trite (Linnaeus, 1758)         |       |         |         | x    |                |              |
| Zerene cesonia (Stoll, 1790)               |       |         | x       |      |                |              |

## Riodinidae
| Soort                                 | Aruba | Bonaire | Curaçao | Saba | Sint Eustatius | Sint Maarten |
| ------------------------------------- | ----- | ------- | ------- | ---- | -------------- | ------------ |
| Emesis ocypore Geyer, 1837            |       |         | x       |      |                |              |
| Emesis ocypore zelotes Hewitson, 1872 |       |         | x       |      |                |              |
| Lymnas iarbas Fabricius, 1787         |       |         | x       |      |                |              |
| Lymnas iarbas herellus Snellen, 1887  |       |         | x       |      |                |              |
| Rhetus periander (Cramer, 1777)       |       |         | x       |      |                |              |
| Theope virgilius (Fabricius, 1793)    |       | x       | x       |      |                |              |

## Depressariidae
| Soort                           | Aruba | Bonaire | Curaçao | Saba | Sint Eustatius | Sint Maarten |
| ------------------------------- | ----- | ------- | ------- | ---- | -------------- | ------------ |
| Ethmia abraxasella Walker, 1864 |       |         | x       |      |                |              |
| Ethmia cypraeella Zeller, 1863  |       |         | x       |      |                |              |
| Ethmia notatella (Walker, 1863) |       |         | x       |      |                |              |

## Gelechiidae
| Soort                                   | Aruba | Bonaire | Curaçao | Saba | Sint Eustatius | Sint Maarten |
| --------------------------------------- | ----- | ------- | ------- | ---- | -------------- | ------------ |
| Pectinophora gossypiella Saunders, 1843 |       |         |         |      |                | x            |

## Oecophoridae
| Soort                                   | Aruba | Bonaire | Curaçao | Saba | Sint Eustatius | Sint Maarten |
| --------------------------------------- | ----- | ------- | ------- | ---- | -------------- | ------------ |
| Idioglossa miraculosa Frey & Boll, 1878 |       |         |         |      |                | x            |

## Nepticulidae
| Soort                                          | Aruba | Bonaire | Curaçao | Saba | Sint Eustatius | Sint Maarten |
| ---------------------------------------------- | ----- | ------- | ------- | ---- | -------------- | ------------ |
| Acalyptris nigrisignum Remeikis & Stonis, 2015 |       |         | x       |      |                |              |

## Tortricidae
| Soort                                      | Aruba | Bonaire | Curaçao | Saba | Sint Eustatius | Sint Maarten |
| ------------------------------------------ | ----- | ------- | ------- | ---- | -------------- | ------------ |
| Ancylis virididorsana Möschler, 1890       |       |         |         |      |                | x            |
| Episimus curacaonus Razowski & Brown, 2008 |       |         | x       |      |                |              |

## Crambidae
| Soort                                      | Aruba | Bonaire | Curaçao | Saba | Sint Eustatius | Sint Maarten |
| ------------------------------------------ | ----- | ------- | ------- | ---- | -------------- | ------------ |
| Achyra bifidalis (Fabricius, 1794)         |       |         | x       |      |                | x            |
| Aethiophysa crambidalis (Snellen, 1887)    |       |         | x       |      |                |              |
| Apogeshna stenialis (Guenée, 1854)         |       |         |         |      |                | x            |
| Asciodes scopulalis Guenée, 1854           |       |         | x       |      |                |              |
| Desmia funeralis (Hübner, 1796)            |       |         |         | x    |                |              |
| Diacme mopsalis (Walker, 1859)             |       |         | x       |      |                |              |
| Diaphania indica (Saunders, 1851)          |       |         | x       |      |                | x            |
| Diaphania nitidalis Stoll, 1781            |       |         |         |      |                | x            |
| Dichogama redtenbacheri Lederer, 1863      |       |         |         |      |                | x            |
| Ercta vittata (Fabricius, 1794)            |       |         | x       |      |                |              |
| Eulepte gastralis (Guenée, 1854)           |       |         |         |      |                | x            |
| Glaphyria sesquistrialis Hübner, 1823      |       |         |         |      |                | x            |
| Hellula rogatalis (Hulst, 1886)            |       |         |         |      |                | x            |
| Hellula undalis (Fabricius, 1781)          |       |         | x       |      |                |              |
| Herpetogramma phaeopteralis (Guenée, 1854) |       |         | x       |      |                |              |
| Hymenia perspectalis (Hübner, 1796)        |       |         | x       |      |                |              |
| Loxomorpha cambogialis (Guenée, 1854)      |       |         | x       |      |                |              |
| Lygropia flavofuscalis (Snellen, 1887)     |       |         | x       |      |                |              |
| Mimoschinia rufofascialis (Stephens, 1834) |       |         | x       |      |                |              |
| Omiodes indicata (Fabricius, 1775)         |       |         |         |      |                | x            |
| Palpita isoscelalis (Guenée, 1854)         |       |         |         |      |                | x            |
| Parapediasia ligonellus (Zeller, 1881)     |       |         |         |      |                | x            |
| Polygrammodes elevata (Fabricius, 1777)    |       |         |         | x    |                |              |
| Psara dryalis (Walker, 1859)               |       |         |         |      |                | x            |
| Pyrausta occidentalis (Snellen, 1887)      |       |         | x       |      |                |              |
| Sathria simmialis (Walker, 1859)           |       |         |         |      |                | x            |
| Spoladea recurvalis (Fabricius, 1775)      | x     |         | x       | x    | x              | x            |
| Syngamia florella (Stoll, 1781)            | x     |         |         |      | x              | x            |

## Pyralidae
| Soort                               | Aruba | Bonaire | Curaçao | Saba | Sint Eustatius | Sint Maarten |
| ----------------------------------- | ----- | ------- | ------- | ---- | -------------- | ------------ |
| Melitara prodenialis (Walker, 1863) |       |         | x       |      |                |              |
| Tallula rigualis (Lederer, 1863)    |       |         | x       |      |                |              |

## Uraniidae
| Soort                          | Aruba | Bonaire | Curaçao | Saba | Sint Eustatius | Sint Maarten |
| ------------------------------ | ----- | ------- | ------- | ---- | -------------- | ------------ |
| Urania leilus (Linnaeus, 1758) |       | x       | x       |      |                |              |

## Geometridae
| Soort                                 | Aruba | Bonaire | Curaçao | Saba | Sint Eustatius | Sint Maarten |
| ------------------------------------- | ----- | ------- | ------- | ---- | -------------- | ------------ |
| Epimecis matronaria (Guenée, 1858)    |       |         | x       | x    |                |              |
| Erastria decrepitaria (Hübner, 1823)  |       |         |         | x    |                |              |
| Eumacrodes punctulata (Snellen, 1887) |       |         | x       |      |                |              |
| Eumacrodes yponomeutaria Guenée, 1858 |       |         |         |      |                | x            |
| Melanchroia chephise (Stoll, 1782)    | x     |         | x       |      |                |              |
| Scopula inductata Guenée, 1858        |       |         |         |      |                | x            |
| Semiothisa everiata Guenée, 1858      |       |         |         |      |                | x            |
| Sphacelodes vulneraria Hübner, 1823   |       |         |         |      |                | x            |
| Synchlora cupedinaria Grote, 1880     |       |         |         |      |                | x            |
| Synchlora frondaria Guenée, 1857      |       |         | x       |      |                | x            |
| Tephrina subarenacearia Snellen, 1887 |       |         | x       |      |                |              |

## Erebidae
| Soort                                            | Aruba | Bonaire | Curaçao | Saba | Sint Eustatius | Sint Maarten |
| ------------------------------------------------ | ----- | ------- | ------- | ---- | -------------- | ------------ |
| Anticarsia gemmatalis (Hübner, 1818)             |       |         |         | x    |                | x            |
| Ascalapha odorata (Linnaeus, 1758)               | x     | x       | x       | x    |                | x            |
| Biturix diversipes Walker, 1855                  |       |         | x       |      |                |              |
| Bleptina araealis Hampson, 1901                  |       |         |         |      | x              |              |
| Bomolocha exoletalis (Guenée, 1854)              |       |         | x       |      |                |              |
| Bulia confirmans (Walker, 1858)                  |       | x       |         |      |                |              |
| Cecharismena nealcesalis (Walker, 1859)          |       |         |         |      |                | x            |
| Chetone angulosa (Walker, 1854)                  |       |         | x       |      |                |              |
| Empyreuma affinis (Rothschild, 1912)             |       |         |         |      |                | x            |
| Eriphioides toddi (Chalumeau & Delplanque, 1978) |       |         |         | x    |                |              |
| Eublemma recta (Guenée, 1852)                    |       |         | x       |      |                |              |
| Eulepidotis addens (Walker, 1858)                |       |         |         |      |                | x            |
| Gonodonta sicheas Cramer, 1777                   |       |         |         | x    |                |              |
| Horama panthalon (Fabricius, 1793)               |       | x       |         |      |                | x            |
| Isogona scindens (Walker, 1858)                  |       |         |         |      |                | x            |
| Lesmone formularis (Geyer, 1837)                 |       |         |         |      |                | x            |
| Melipotis abrupta (Snellen, 1887)                |       |         | x       |      |                |              |
| Melipotis calamioides (Snellen, 1887)            |       |         | x       |      |                |              |
| Melipotis contorta (Guenée, 1852)                |       |         |         | x    |                |              |
| Melipotis famelica (Guenée, 1852)                |       |         |         |      |                | x            |
| Melipotis fasciolaris (Hübner, 1823)             |       | x       | x       | x    |                |              |
| Melipotis januaris (Guenée, 1852)                |       |         |         |      | x              | x            |
| Melipotis ochrodes (Guenée, 1852)                |       |         | x       |      |                |              |
| Metallata absumens (Walker, 1862)                |       |         |         |      |                | x            |
| Mocis latipes (Guenée, 1852)                     |       |         | x       |      |                | x            |
| Mocis megas (Guenée, 1852)                       |       |         |         | x    |                |              |
| Ommatochila mundula (Zeller, 1872)               |       |         |         |      |                | x            |
| Panula inconstans Guenée, 1852                   |       | x       | x       |      |                |              |
| Phaloe cruenta (Hübner, 1823)                    |       |         | x       |      |                |              |
| Phlyctaina irrigualis Möschler, 1890             |       |         |         | x    |                |              |
| Phyprosopus tristriga Möschler, 1890             |       |         |         |      |                | x            |
| Ptichodis herbarum Guenée, 1858                  |       |         |         | x    |                |              |
| Ptichodis immunis (Guenée, 1852)                 |       |         |         | x    |                |              |
| Thysania zenobia (Cramer, 1777)                  | x     |         | x       |      |                |              |
| Utetheisa ornatrix (Linnaeus, 1758)              | x     | x       | x       |      | x              | x            |

## Noctuidae
| Soort                                   | Aruba | Bonaire | Curaçao | Saba | Sint Eustatius | Sint Maarten |
| --------------------------------------- | ----- | ------- | ------- | ---- | -------------- | ------------ |
| Anicla infecta (Ochsenheimer, 1816)     |       |         |         | x    | x              |              |
| Azenia obtusa (Herrich-Schäffer, 1854)  |       |         | x       |      |                |              |
| Bagisara repanda (Fabricius, 1793)      |       |         |         |      | x              |              |
| Callopistria floridensis (Guenée, 1852) |       |         |         | x    |                |              |
| Chrysodeixis includens (Walker, 1858)   |       |         |         |      | x              |              |
| Condica mobilis (Walker, 1857)          |       |         |         | x    |                |              |
| Cydosia nobilitella (Cramer, 1780)      |       |         | x       |      |                |              |
| Diphthera festiva (Fabricius, 1775)     |       |         | x       |      |                | x            |
| Elaphria agrotina (Guenée, 1852)        |       |         |         |      |                | x            |
| Helicoverpa armigera (Hübner, 1827)     |       |         | x       |      |                |              |
| Heliothis virescens (Fabricius, 1777)   |       |         |         |      |                | x            |
| Leucania subpunctata (Harvey, 1875)     |       |         |         |      |                | x            |
| Ponometia exigua (Fabricius, 1793)      |       |         | x       |      |                |              |
| Spodoptera albula (Walker, 1857)        |       |         |         |      | x              |              |
| Spodoptera androgea (Stoll, 1782)       |       |         | x       |      |                |              |
| Spodoptera dolichos (Fabricius, 1794)   |       |         |         | x    |                |              |
| Spodoptera eridania (Stoll, 1781)       |       |         | x       |      |                |              |
| Spodoptera frugiperda (Smith, 1797)     |       |         | x       |      | x              |              |
| Spodoptera latifascia (Walker, 1856)    |       |         |         |      | x              | x            |

## Saturniidae
| Soort                                      | Aruba | Bonaire | Curaçao | Saba | Sint Eustatius | Sint Maarten |
| ------------------------------------------ | ----- | ------- | ------- | ---- | -------------- | ------------ |
| Automeris amoena (Walker, 1865)            |       |         | x       |      |                |              |
| Automeris janus (Cramer, 1775)             |       |         | x       |      |                |              |
| Automeris tridens (Herrich-Schäffer, 1856) |       |         | x       |      |                |              |

## Sphingidae
| Soort                                         | Aruba | Bonaire | Curaçao | Saba | Sint Eustatius | Sint Maarten |
| --------------------------------------------- | ----- | ------- | ------- | ---- | -------------- | ------------ |
| Aellopos clavipes (Rothschild & Jordan, 1903) |       |         | x       |      | x              |              |
| Aellopos tantalus (Linnaeus, 1758)            |       |         |         |      |                | x            |
| Agrius cingulata (Fabricius, 1775)            |       |         | x       |      |                |              |
| Cocytius antaeus (Drury, 1773)                |       |         | x       |      |                |              |
| Enyo lugubris (Linnaeus, 1771)                |       |         |         | x    | x              | x            |
| Erinnyis ello (Linnaeus, 1758)                |       |         | x       |      |                | x            |
| Erinnyis obscura (Fabricius, 1775)            |       |         | x       |      |                |              |
| Eumorpha fasciatus (Sulzer, 1776)             | x     |         | x       |      |                |              |
| Eumorpha labruscae (Linnaeus, 1758)           |       |         | x       |      |                |              |
| Eumorpha vitis (Linnaeus, 1758)               |       |         |         |      |                | x            |
| Hyles lineata (Fabricius, 1775)               |       | x       | x       |      |                | x            |
| Manduca rustica (Fabricius, 1775)             | x     | x       | x       |      |                | x            |
| Manduca rustica harterti (Rotschild, 1894)    |       | x       | x       |      |                | x            |
| Manduca sexta (Linnaeus, 1763)                |       |         | x       |      | x              | x            |
| Pachylia ficus (Linnaeus, 1758)               | x     | x       | x       | x    | x              | x            |
| Protambulyx strigilis (Linnaeus, 1771)        |       |         | x       | x    |                |              |
| Pseudosphinx tetrio (Linnaeus, 1771)          | x     | x       | x       | x    | x              | x            |
| Xylophanes chiron Drury, 1771                 | x     |         | x       |      |                |              |
| Xylophanes pluto (Fabricius, 1777)            |       | x       |         | x    |                | x            |
| Xylophanes tersa (Linnaeus, 1771)             |       |         | x       |      |                | x            |